# Братчиков, Геннадий Иванович

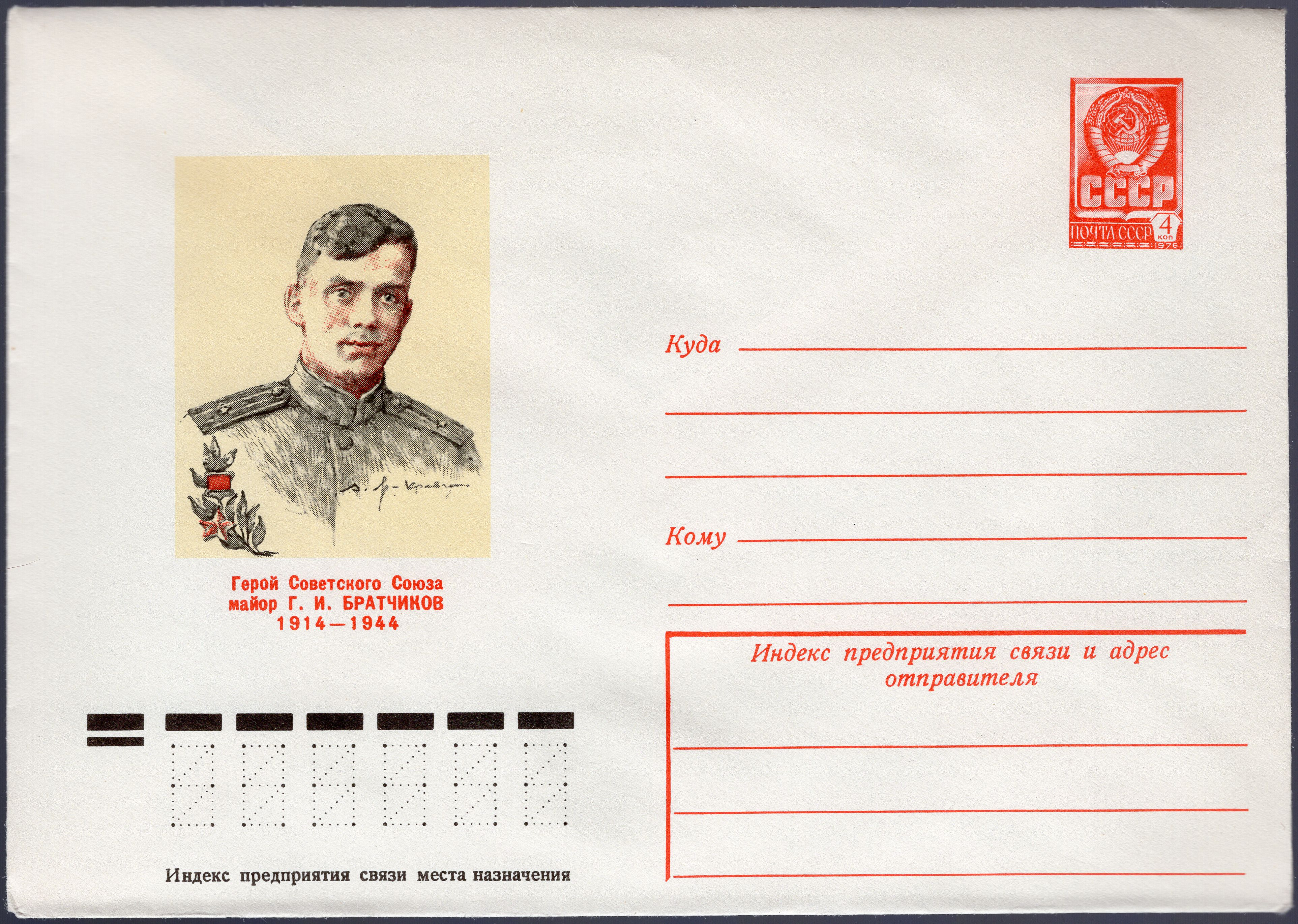
Почтовый конверт СССР, 1979 год

Геннадий Иванович Братчиков (20 марта 1914, деревня Михеевка, Соликамский уезд, Пермская губерния — 10 декабря 1944, близ хутора Мысьлин, Польша) — майор Рабоче-крестьянской Красной Армии, участник боёв на Халхин-Голе и Великой Отечественной войны, Герой Советского Союза (1945). По другим данным, дата и место рождения: 20.03.1914, д. Филаевка совр. Кудымкарского района Коми-Пермяцкого округа.

## Биография
Родился в семье служащего. После смерти отца в 1919 году вместе с семьёй переехал в город Усолье. С 1930 года проживал в городе Березники, в 1932 году окончил девять классов местной школы. В 1932 году добровольцем вступил в РККА. В 1933—1936 годах учился в Ленинградской объединенной военной школе связи; в 1936—1939 годах служил в Особом батальоне связи 12-го стрелкового корпуса на Дальнем Востоке. Принимал участие в боях на Халхин-Голе в 1939 году. В 1940 году вступил в ВКП(б). С мая 1941 года был слушателем Военной академии имени Фрунзе. В 1942 году окончил её двухгодичный ускоренный курс.
С июня 1942 года — на фронтах Великой Отечественной войны, служил в разведывательных подразделениях. Принимал участие в Сталинградской битве, воевал в составе 63-й армии, 1-й и 3-й гвардейских армий. С 1943 года майор Геннадий Братчиков был секретным сотрудником 2-го (агентурного) отделения разведотдела штаба Центрального (впоследствии — Белорусского и 1-го Белорусского фронтов).
В марте 1943 года Братчиков во главе группы из шести разведчиков был заброшен в тыл противника для выполнения спецзадания. Группа проводила разведывательную работу в районе городов Чернигов, Щорс и Новгород-Северский совместно с партизанскими отрядами, обеспечив командование важными разведданными накануне Курской битвы. В октябре 1943 года группа вернулась обратно через линию фронта. В декабре 1943 года был вторично заброшен в тыл. Его группа действовала в районе Гомеля, Барановичей, Волковыска, Слонима, Берёзы, Ружана, Млавы, Плоньска, Рыпина.
К октябрю 1944 года разведчики Братчикова передали командованию 1-го Белорусского фронта 450 разведдонесений, которые в числе прочих помогли успешно завершить Белорусскую и Висло-Одерскую операции. Группа прошла по занятой противником территории более одной тысячи километров. В октябре 1944 года Братчиков был представлен командованием к званию Героя Советского Союза. 10 декабря 1944 года Братчиков погиб в бою с карателями. Похоронен в деревне Мысьлин гмины Бежунь, Журоминского повята, Варшавского воеводства. В 1946 году его останки перезахоронены в братской могиле на католическом кладбище г. Серпц, ул. Т. Костюшки (Мазовецкое воеводство).

## Награды
Указом Президиума Верховного Совета СССР от 24 марта 1945 года за «образцовое выполнение боевых заданий командования на фронте борьбы с немецко-фашистскими захватчиками и проявленные при этом мужество и героизм» майор Геннадий Братчиков посмертно был удостоен высокого звание Героя Советского Союза. Также был награждён орденами Ленина, Красного Знамени (08.09.1943) и орденом ПНР «Крест Грюнвальда» 2-й степени (1963).

## Память
В память о Братчикове установлены мемориальные доски в Кудымкаре и Березниках.
В честь Братчикова названа улица в Кудымкаре.
В школе № 26 города Березники 19 марта 1977 года открыт музей Героя. В 2007 г. по техническим причинам Музей был переведён в школу № 14.
Решением городской Думы № 809 от 28 апреля 2015 г. именем Г. И. Братчикова названа улица в микрорайоне Усольский г. Березники.

## Семья
Отец, Иван Братчиков (? — около 1923), помощник агронома, родом из села Купрос. Мать, Татьяна Николаевна, педагог. Работала в школах Чуртана, Абрамово, Усолья, Березников.
Дети по старшинству: Борис, Геннадий, Николай (после 1914—1942, фронт под Сталинградом), Ольга. Старший брат, Борис, был журналистом — юнкор газеты «Дружные ребята» (Усолье), затем корреспондент в газете г. Сарапул, потом — зам. редактора газеты «Ударник» (будущий «Березниковский рабочий»). Во время Великой Отечественной войны был фронтовым корреспондентом, затем — корреспондентом газеты «Советская Сибирь» (Новосибирск), позже — директором Новосибирского книжного издательства. Младшая сестра Ольга погибла в 1940 в Москве в результате несчастного случая.